# Argyrochosma incana
Argyrochosma incana (llamado culantrillo como muchas otras especies) es un helecho de la familia Pteridaceae, subfamilia Cheilanthoideae; el nombre del género proviene del griego “argyros” (plata) y “chosma” (polvo), haciendo referencia a la presencia de almidón polvoso en las hojas, el nombre de la especie, (A. incana) hace alusión al color gris o verde; a esta especie también se la ha conocido bajo los nombres de Notholaena incana o Cheilanthes incana.

## Clasificación y descripción
Rizoma: corto, firme, compacto, horizontal o ascendente, con escamas de color café oscuro;  frondes: de hasta 30 cm de largo; pecíolo: de cerca de un 1/2 del largo de la fronda, de color púrpura obscuro o negro, raramente de color castaño, lustroso, sin pelillo, de forma prismática cuadrangular; lámina: de forma deltada, de hasta 8 cm de ancho en la base, tri o cuadripinnada en la base; pinnas: de 6 a 9 pares, opuestas, sus segmentos de hasta 5 mm de largo, de forma elíptica, de color verde grisáceo en la parte superior y con algo de “polvo blanco” (farina); soros: elongados en el margen de los segmentos, formando una banda.

## Distribución
Se distribuye prácticamente en todo México y en Arizona en Estados Unidos hasta Guatemala.

## Hábitat
Terrestre, habita desde matorral desértico hasta bosque de encino-pino, crece entre rocas, en paredes verticales que le provean algo de protección, tolera la sequía.

## Estado de conservación
No se encuentra sujeta a ningún estatus de conservación.